# Half-Life: C.A.G.E.D.
Half-Life: C.A.G.E.D. (також стилізована як Half-Life: Caged) — це модифікація гри Half-Life Кейла Джорджа та Future Games Select випущено 21 вересня 2017 року. Створено за допомогою механізму GoldSrc, мод містить одиночна кампанія, у якій гравець має втекти з в’язниці, що ретельно охороняється.
Мод був випущений у Microsoft Windows через Steam і створено доступно на OS X і Linux у грудні 2017 року.

## Розвиток
Модифікацію створив Кейл Джордж, колишній співробітник Valve, який раніше працював над Team Fortress 2 і Portal 2. 17 серпня Future Games Select опублікувала трейлер модифікації з Джорджем, який оголосив про випуск моди на форумі The Whole Half Life 1 вересня. Музику створив Гарретт «Lazerhawk» Хейс, продюсер synthwave.

## Геймплей
Геймплей схожий на геймплей серії Half-Life, беручи зброю з Half-Life 2. Замість лом гравець отримує плунжер. Вороги включають лише охороняє та має час роботи від півгодини до години.

## Сюжет
Гра починається з того, що гравець перебуває в камері з іншими в’язнями всередині C виправної та A автоматичної G охорони E електронного утримання. Гравець має вибратися з камери та втекти, використовуючи тиск труби, щоб підірвати її, що веде до каналізації. Потім гравець пробирається через установу, ухиляючись від охоронців або вбиваючи їх. , завершившись битвою біля доків в’язниці, щоб дістатися до швидкісного катера.

## Критика
Мод отримав схвальні відгуки критиків і шанувальників. Metrocop.net високо оцінив гру за її розумний дизайн і атмосферу. Kotaku похвалив гру за її стрільбу, назвавши її «чудовим модом із чудовими перестрілками». « The Daily SPUF критикував складність гри, кажучи, що звичайна складність була незбалансованою з обмеженими боєприпасами та здоров’ям, а також зброя завдавала незначної шкоди ворогам, в той же час вихваляючи її використання GoldSrc движок для створення налаштування та рекомендував його гравцям. Еліс О'Коннор із Rock, Paper, Shotgun високо оцінила візуальні ефекти та атмосферу гри, критикуючи зброю та її відсутність пошкодження.
Мод був визнаний Класикою місяця в блозі Run Think Shoot Live у червні 2020 року  і був вибором редакції для Mod DB «Мод року 2017» .